# Vínarterta
La vínarterta (en islandés: tarta de Viena), también conocida como Randalín (tarta de la señorita de rayas) originaria de Islandia, es una tarta con muchas capas alternadas de galletas saborizadas con almendra y/o cardamomo y mermelada de ciruela, incluyendo la mermelada especias tales como canela, vainilla, clavo de olor y cardamomo. Otros rellenos tales como el albaricoque y el ruibarbo son menos conocidos, pero eran tradicionales en el siglo XIX. La vinarterta es originaria de Islandia, pero tanto su nombre como su composición dan indicios en raíces austriacas. La receta llegó a Manitoba llevada por inmigrantes islandeses a Canadá, muchos de cuales se asentaron en Nueva Islandia.
La tarta hoy en día es más conocida entre las comunidades islandesas de Canadá y los Estados Unidos que en la propia Islandia. El pastel islandés moderno difiere del pastel tradicional, en que se suele sustituir la típica mermelada de ciruela por crema o mermelada de fresas. En Nueva Islandia, se suele evitar sustituir el relleno de mermelada de ciruela.
El pastel suele ser servido en trozos rectangulares con café.
La historia del pastel fue el tema de la tesis de doctorado de la historiadora Laurie Bertram en la Universidad de Toronto.